# Ipofosfito di calcio
L'ipofosfito di calcio Ca(PH2O2)2, ma quasi ovunque scritto Ca(H2PO2)2, è il sale di calcio dell'acido ipofosforoso.
A temperatura ambiente si presenta come un solido bianco inodore, igroscopico, solubile in acqua; praticamente insolubile in alcool, pochissimo solubile in glicerina. Nella sua soluzione acquosa non si ha praticamente non idrolisi.
Si può preparare per reazione diretta tra l'idrossido di calcio e l'acido ipofosforoso:
Ca(OH)2  +  2 HPH2O2  →  Ca(PH2O2)2 + 2 H2O
Normalmente viene preparato dissolvendo il fosforo bianco nel latte di calce all'ebollizione, con sviluppo di fosfina (attenzione!):
3 Ca(OH)2  +  2 P4  +  6 H2O  →  3 Ca(PH2O2)2  +  2 PH3↑
Trattato a freddo con acidi forti non ossidanti, libera acido ipofosforoso; con acido solforico acquoso, ad esempio, si ha:
Ca(PH2O2)2 + H2SO4  →  CaSO4↓ + 2 HPH2O2
Se la reazione viene invece condotta all'ebollizione, si ha disproporzione dello ione ipofosfito con formazione di ione idrogenofosfato e fosfina:
2 Ca(PH2O2)2 + H2SO4  →  CaSO4↓ + Ca(HPO4)2 + 2 PH3
Deve essere conservato in atmosfera inerte per prevenire lenta idrolisi e ossidazione; va tenuto lontano dal calore o scintille, per riscaldamento si decompone svolgendo fosfina. È usato come disossidante, come reagente analitico e come reagente in reazioni di dediazotazione e per la placcatura metallica chimica diretta (al posto di quella elettrochimica). È usato come ritardante di fiamma e antiossidante. Entra a far parte di alcune formulazioni di additivi alimentari. È tossico per ingestione ed è classificato come prodotto infiammabile.